# Glinik Górny
Glinik Górny – wieś w Polsce położona w województwie podkarpackim, w powiecie strzyżowskim, w gminie Frysztak.
W latach 1954–1961 wieś należała do gromady Gogołów, po przeniesieniu siedziby należała i była siedzibą władz gromady Glinik Górny. W latach 1975–1998 miejscowość administracyjnie należała do województwa rzeszowskiego.
| SIMC    | Nazwa         | Rodzaj    |
| ------- | ------------- | --------- |
| 0649166 | Bajorki       | część wsi |
| 0649172 | Bardacie      | część wsi |
| 0649189 | Dół           | część wsi |
| 0649195 | Dział         | część wsi |
| 0649203 | Folwark       | część wsi |
| 0649210 | Kozia Góra    | część wsi |
| 0649226 | Łazy          | część wsi |
| 0649232 | Pod Kamieńcem | część wsi |
| 0649249 | Poddział      | część wsi |

## Historia
W 1508 roku większy obszar dworski w Gliniku Górnym należał do Jana Amora Tarnowskiego herbu Leliwa. W 1536 roku jako właściciel widnieje Piotr Kmita z Wiśnicza herbu Chorągwie. Glinik, Gogolów i część Januszkowic oszacowano wtedy na kwotę 2000 grzywien. W 1581 roku wieś należała do Andrzeja Górki herbu Łodzia i było wtedy aż 23 kmieci różnego pochodzenia, a jedynie 3 komorników (w tym jeden bez bydła) i 2 rzemieślników, co dawało Glinikowi status dość bogatej wsi. W 1785 roku, sześćdziesięcioletni właściciel dominium we wsi, Franciszek Humański herbu Jastrzębiec poślubił swoją rówieśniczkę, żydówkę Juliannę Goździeńską. W 1799 roku kolejny właściciel dominium, Józef Hupka ze spolszczonej rodziny Huppe herbu własnego, poślubił Mariannę Rzepecką herbu Tępa Podkowa. W 1806 roku właściciel dominium, Jan Przybyło herbu Grzymała poślubił służącą, Jadwigę Cyrulik, a Antoni Piotrowski herbu własnego, rządca dworski z oficyny pod numerem 5 poślubił służącą, Zofię Gradaczankę.Krótko potem dwór dzierżawi upadły szlachcic, Piotr Wątroba vel Wątróbka herbu Oksza, który poślubił w 1808 roku Zofię Drak.W 1812, właściciel głównego dworu i reszty przynależącego doń majątku, Jerzy Szczuka herbu Grabie poślubił Holenderkę, Ludwikę Genderberg herbu własnego, lecz wyprowadzają się, zostawiając dwór w dzierżawie najbardziej zaradnemu chłopowi, Janowi Motyce, który w tym samym roku poślubł  szlachciankę zagrodową, Mariannę Balicką z Balic herbu Topór.  Przed 1837 rokiem miejscowość była krótko w posiadaniu hrabiostwa Józefa i Petronelli Wodzickich z Granowa herbu Leliwa, którzy odsprzedali ją hrabiemu Aleksandrowi Wodzickiemu z Granowa herbu Leliwa. W latach 30. XIX wieku dominium we wsi bierze w dzierżawę Jocob Hilbroner vel Heilbrunner herbu własnego, który zamieszkuje dwór z drugą żoną Marianną z domu Zemrys, zmarłą w 1846 roku, a jego syn Karl (z pierwszego małżeństwa z Marianną Szymańską h. Złota Wolność)  z żoną Teresą Ciołkosz z Wyszomierza herbu Rawicz, zmarłą w 1866 roku, kuzynką twórcy przemysłu naftowego, Karola vel Karla Klobassy herbu Nałęcz, późniejszego hrabiego Klobassy-Zrenckiego herbu własnego, buduje dworek w sąsiednim Gogolowie i wraz z ojcem zaczynają pracę w wydobyciu ropy naftowej. W 1841 roku Glinik Górny, a właściwie dominium ziemskie we wsi, wykupił Józef Lgocki herbu Jastrzębiec, urodzony w Koczonowie. Wcześniej, bowiem w 1826 roku, poślubił córkę dzierżawców majątku górnoglinikowskiego, Mariannę Nidecką herbu Wieże, co miało wpływ na wykupienie tego konkretnego dominium. Dwór zamieszkiwała ich córka Matylda z mężem Jakubem Wojnarowskim herbu Stołobot, poślubionym w 1848 roku.  Wg księdza Sarny, 17 listopada 1861 roku, dobra odziedziczyła Helena Macewiczowa herbu własnego, a po niej w 1862 roku, jej krewni, jednak w księgach metrykalnych jako kolejni mieszkańcy widnieją nadal Wojnarowscy, a potem także Slascy herbu Grzymała, kiedy córka Matyldy, Maria, poślubia  w 1877 roku Juliusza z tego rodu.W 1879 roku umiera osiemdziesięcioletnia wdowa, krewna rodziny, Julianna Wojnarowska w osobnym dworze, pod numerem 18. We wsi było kilka dworków, m.in. pod numerem 18 zamieszkiwała szlachta zagrodowa, Sokołowscy z Sokołowa herbu Gozdawa.
Słownik geograficzny Królestwa Polskiego z 1880 roku tak podaje o Gliniku Górnym:
G.-Górny wś w pow. jasielskim, należy do sądu pow. i urzędu poczt. we Frysztaku a parafii rzym. kat. w Gogołowie i liczy 777 mieszk. Większa posiadłość wynosi 368 m. roli, 26 m. ogrodów i łąk, 90 m. pastw. i 242 m. lasu; mniejsza 790 m. roli, 62 m. ogrodów i łąk, 101 m. pastwisk i 182 lasu.
W 1881, w głównym dworze urodziła się Paulina Cyryla Slaska herbu Grzymała, lecz umiera w kolejnym roku. Po tym czasie nie ma już we wsi Wojnarowskich, ani Slaskich.  Wg księdza Sarny, 28 grudnia 1893 roku, rozdrobniony wśród spadkobierców majątek, scalił  Konstanty Macewicz herbu własnego. 27 sierpnia 1903 roku główny dwór, oficyny, park, folwark oraz pole uprawne zakupili Polacy wyznania mojżeszowego, Markus Estein, Józef Schonblumow i Lejb Strick, a ci w 1908 roku odsprzedali lwią część bankowi parcelacyjnemu. Kolejnym właścicielem majątku dworskiego zostaje Andrzej Jabłecki z Jabłeczników i Kościesz herbu Kościesza, naftowiec, uprzedni dzierżawca resztówki dworskiej w Turaszówce (obecnie część Krosna). Zakupuje dwór pod numerem 1, oficynę dworską pod numerem 5, oficynę dworską pod numerem 6, oficynę karczemną pod numerem 175 i karczmę pod numerem 177, park oraz zabudowania folwarczne. Przybywa z 2 córkami z poprzedniego małżeństwa (z Marią Kubasikówną), Heleną i Bronisławą, drugą żoną Karoliną (z domu także Jabłecką, córką powstańca styczniowego, Antoniego z Bóbrki.) oraz córkami z drugiego małżeństwa, Amalią i Genowefą. 15 sierpnia 1908 roku w Glinieckim dworze rodzi się pierwszy syn, Marian Kazimierz, lecz umiera rok później.Kolejno rodzą się Marianna Helena w 1913, Stanisław Jan w 1915, Janina Paulina w 1917, Stanisława Józefa w 1919. 3 tygodnie po porodzie umiera Karolina. W 1913 roku w oficynie dworskiej zmarła teściowa, Jadwiga Jabłecka z Jabłeczników i Kościesz herbu Kościesza z domu Klimek herbu Korczak, pochodząca z upadłej szlachty ziemi krośnieńskiej. Następnie Andrzej poślubia pannę Karolinę Faber herbu własnego, przedstawicielkę szlachty zagrodowej i w 1922 doczekują się syna Augusta Antoniego. Kolejno rodzi się Felicja Anna w 1922, Władysław Bolesław w 1922, a dekadę później Jadwiga i Eugeniusz. Majątek dworski został spalony podczas II wojny światowej, a miejsce, gdzie się znajdował, to obecnie część wsi pod nazwą administracyjną Folwark, o numerze SIMC 0649203.